# Mesechinus dauuricus
Mesechinus dauuricus é uma espécie de insetívoro da família Erinaceidae. Pode ser encontrado na China, Mongólia e Rússia.